# HEROごっこ
『HEROごっこ』（ヒーローごっこ）は、山下貴光による日本の推理小説、青春小説。著者のデビュー作。第6回U‐30準大賞を受賞。

## ストーリー
ある日、主人公が大学で出会ったイケメンの男の副業は車泥棒だった。彼は見張り役をするはめになる。そんなある日、ターゲットにした高級車の中には美少女が横たわっており、2人は誘拐事件に巻き込まれてしまう。
| スタブアイコン | サブスタブ | この項目は、まだ閲覧者の調べものの参照としては役立たない、文学に関連した書きかけの項目です。この項目を加筆・訂正などしてくださる協力者を求めています（P:文学、PJ:ライトノベル）。項目が小説家・作家の場合には{Writer-substub}を、文学作品以外の本・雑誌の場合には{Book-substub}を貼り付けてください。 |